# Bahnradsport-Weltmeisterschaften 1954

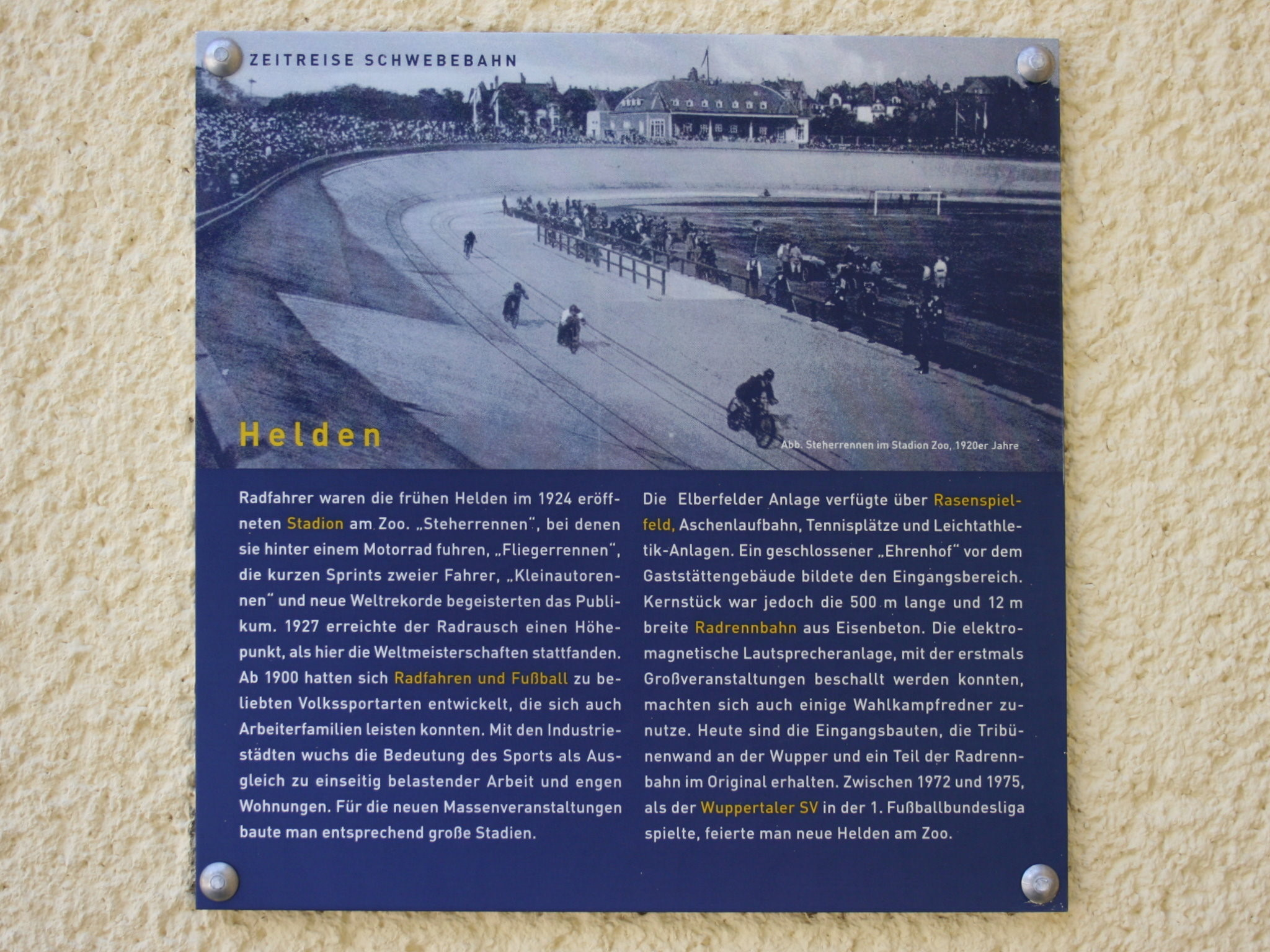
Nur eine Tafel erinnert heute im Wuppertaler Stadion Zoo noch an die Steherrennen, darunter zwei Weltmeisterschaften, die hier ausgetragen wurden.

Die Bahnradsport-Weltmeisterschaften 1954 fanden vom 27. bis 29. August 1954 auf der Radrennbahn im Kölner Müngersdorfer Stadion (Sprint und Einer-Verfolgung) sowie in Wuppertal-Elberfeld im Stadion am Zoo (Steherrennen) statt. 25 Nationen waren am Start, erstmals auch eine Mannschaft aus der UdSSR. Parallel wurden die Straßenradsport-Weltmeisterschaften auf dem Solinger Klingenring ausgetragen sowie die Weltmeisterschaft im Radball und die Europameisterschaft im Kunstradfahren.
Wie die Vergabe der Bahn-Weltmeisterschaften durch die Union Cycliste Internationale an Köln für das Jahr 1927 nach dem Ersten Weltkrieg war auch die Vergabe für das Jahr 1954 ein politisches Signal zur Wiederaufnahme des Bundes Deutscher Radfahrer in den Weltradsportverband nach dem Zweiten Weltkrieg. Schon im April 1953 hatten Offizielle des Weltradsportverbandes Union Cycliste Internationale (UCI) die Wettkampforte in Köln, Solingen und Wuppertal-Elberfeld besucht, die der Bund Deutscher Radfahrer (BDR) bei seiner Bewerbung für die WM 1954 vorgeschlagen hatte. Der Radsport schrieb:

„Jedenfalls wird der BDR und mit ihm der gesamte deutsche Radsport alles daransetzen, sich der hohen Aufgabe mit ihren großen Verpflichtungen gewachsen zu zeigen, um am Ende sagen zu können, daß die Schatten der Weltmeisterschaften sich im Licht der deutschen Radsport-Organisation so klein ausmachen, daß die Weltmeisterschaftstage in Deutschland Sonnentage des internationalen Radsports waren.“

Schon während der WM 1953 gab der BDR sein Programm für 1954 bekannt. Eine solche langfristige und professionelle Vorbereitung einer WM bedeutete eine Novität.
Im Sprint der Profis, bei dem es nur 20 Starter gab, trafen zwei mehrfache Weltmeister aufeinander, Reginald Harris und Arie van Vliet, wobei Harris die Oberhand behielt. Im Verfolgungsrennen musste sich der Schweizer Favorit Hugo Koblet, der 1951 immerhin die Tour de France gewonnen hatte, überraschend dem Italiener Guido Messina beugen.
Bei den Sprint-Amateuren siegte der Bronze-Medaillengewinner der Olympischen Spiele von 1952, Cyril Peacock. Das Verfolgungsrennen gewann der Italiener Leandro Faggin, der zwei Jahre später bei den Olympischen Spielen 1956 Goldmedaillen im 1000-m-Zeitfahren und mit dem Bahnvierer errang.
Bei den Stehern konnte sich der belgische Titelverteidiger Adolph Verschueren, der von Position 9 gestartet war, durchsetzen. Bemerkenswert an diesem Rennen war, dass alle neun Platzierten in derselben Runde ins Ziel kamen.
Resultate der Profis
| Disziplin                | Platz | Land                   | Athlet                                    |
| ------------------------ | ----- | ---------------------- | ----------------------------------------- |
| Sprint                   | 1     | Vereinigtes Königreich | Reg Harris                                |
|                          | 2     | Niederlande            | Arie van Vliet                            |
|                          | 3     | Italien                | Enzo Sacchi                               |
| Steherrennen (100 km)    | 1     | Belgien                | Adolph Verschueren (hinter Maurice Ville) |
|                          | 2     | Niederlande            | Jan Pronk (hinter Frits Wiersma)          |
|                          | 3     | Vereinigtes Königreich | Joe Bunker (hinter Léon Vanderstuyft)     |
| Einerverfolgung (5000 m) | 1     | Italien                | Guido Messina                             |
|                          | 2     | Schweiz                | Hugo Koblet                               |
|                          | 3     | Luxemburg              | Lucien Gillen                             |

Resultate der Amateure
| Disziplin                | Platz | Land                   | Athlet           |
| ------------------------ | ----- | ---------------------- | ---------------- |
| Sprint                   | 1     | Vereinigtes Königreich | Cyril Peacock    |
|                          | 2     | Australien             | John Tresidder   |
|                          | 3     | Frankreich             | Roger Gaignard   |
| Einerverfolgung (4000 m) | 1     | Italien                | Leandro Faggin   |
|                          | 2     | Vereinigtes Königreich | Peter Brotherton |
|                          | 3     | Vereinigtes Königreich | Norman Sheil     |